# Практическая стрельба
Практическая стрельба — вид стрелкового спорта, имеющий целью усвоение и выработку приёмов, наиболее полно отвечающих различным случаям применения огнестрельного оружия.

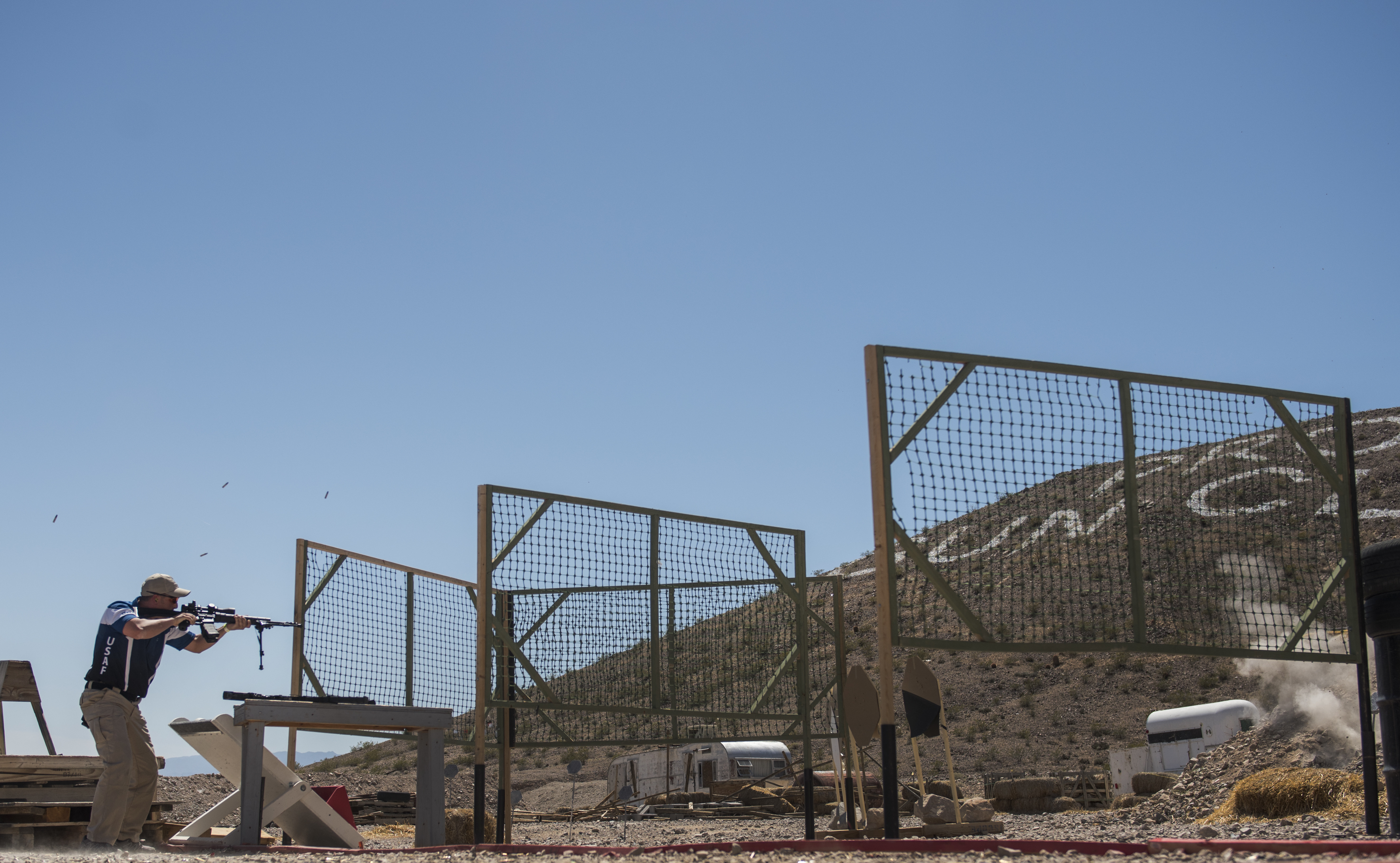
Соревнования по практической стрельбе в штате Невада

Имея боевое происхождение, этот вид спорта сильно видоизменился, но и сегодня это наиболее прикладной вид спорта во многих специальных подразделениях.
Девизом практической стрельбы является: DILIGENTIA — VIS — CELERITAS (Точность — Мощность — Скорость) — то есть спортсмену предписывается умение точной и скоростной стрельбы из мощного оружия.

## Организация соревновательного процесса
Соревнование состоит из нескольких отдельных упражнений, которые спортсмены проходят последовательно от одного к другому. Каждое упражнение включает в себя стрелковое задание, моделирующее потенциально возможную ситуацию использования огнестрельного оружия. По структуре различают короткие, средние и длинные упражнения, отличающиеся между собой максимально возможным количеством зачётных выстрелов.
Стрелковое мастерство оценивается как баланс трёх основных составляющих:
- Точность — учитывается через количество очков, начисляемых за поражение мишеней и штрафов;
- Скорость — учитывается как время от стартового сигнала до последнего выстрела;
- Мощность — применение оружия большей мощности поощряется большим количеством очков, начисляемых за поражение зачётных зон мишеней;

Результатом стрелка на упражнении считается сумма очков за поражение всех мишеней, включая штрафы, делённое на время выполнения, что образует хит-фактор. Стрелок, имеющий наибольший хит-фактор, побеждает в данном упражнении и получает наибольшее количество очков, которое возможно набрать на упражнении. Остальные участники соревнования на упражнении получают очки в соответствии с процентным соотношением своего хит-фактора к хит-фактору лучшего на упражнении спортсмена.
Соревнование из нескольких упражнений выигрывает спортсмен, набравший большее количество очков. Для большей наглядности набранным очкам лучшего стрелка устанавливается значение в 100 %, а остальные результаты пересчитываются в проценты пропорционально ему, образуя своеобразный рейтинг.
Первый Чемпионат мира по практической стрельбе из карабина проходил с 1 по 11 июня 2017 года в Многофункциональном огневом центре Военно-патриотического парка культуры и отдыха ВС РФ парка «Патриот».

## Отличия от других видов стрелкового спорта
Едва ли не главнейшим отличием практической стрельбы от других видов стрелкового спорта является разнообразие упражнений: для каждого упражнения в любом соревновании готовится, согласно инструкции Архивная копия от 13 марта 2014 на Wayback Machine: новая мишенная обстановка, новый набор препятствий и условий выполнения. Применение стандартных упражнений Архивная копия от 23 июня 2013 на Wayback Machine ограничено только квалификационными состязаниями.
Мишени: зачетные, штрафные и бонусные, в том числе имеющие и не поражаемые покрытия — располагаются таким образом, чтобы дать стрелку возможность показать навыки точной и скоростной стрельбы в ситуации, приближённой к реальному применению оружия. Ограничения на расположение мишеней накладывают:
- безопасные направления стрельбы;
- дистанции вероятного рикошета;
- дальнобойность оружия.

Препятствия, располагаемые на стрельбище, могут:
- направлять движение или ограничивать перемещения стрелка в ходе упражнения;
- ограничивать видимость мишеней;

Одним из главных условий создания и выполнения упражнений является вольный стиль — стрелку не может быть предписан определённый порядок действий в ходе упражнения, однако:
- может предписываться как исходное положение оружия, так и самого стрелка,
- любая мишень (или даже элемент оборудования стрельбища) может открывать или приводить в действие другую мишень.
- кроме того, препятствиями и/или видимостью мишеней, стрелок может быть принуждён занять то или иное положение для стрельбы.

Таким образом, почти любое упражнение требует от стрелка скоростного заряжания оружия, быстрых перемещений, ведения огня в различных неудобных положениях или даже в движении, что делает практическую стрельбу весьма зрелищным и динамичным видом спорта.

## Требования безопасности
Огромное внимание в практической стрельбе уделяется безопасности стрелков и зрителей. Безопасность обеспечивается дизайном упражнений и контролем за положением оружия, кроме того участники соревнования во время нахождения на стрельбище должны использовать защиту органов зрения и слуха. Для зрителей обязательно применение защиты органов зрения. К использованию на соревновании допускается только исправное оружие с соответствующими правилам техническими характеристиками; калибр, конструкция, тип патронов, усилие на спусковом крючке, необходимое для производства выстрела.
За нарушение техники безопасности определена одна санкция — дисквалификация с соревнования.
В каких случаях это может произойти:
- Случайный выстрел;
  - Выстрел, произведённый выше переднего или бокового пулезащитного вала,
  - Выстрел, попадающий в землю на расстоянии ближе 3 метров от спортсмена,
  - Выстрел, произошедший во время заряжания, разряжания или перезаряжания оружия,
  - Выстрел, произошедший во время действий по устранению неисправности оружия,
  - Выстрел, произошедший при перемещении оружия из одной руки в другую,
  - Выстрел, произошедший во время движения,
- Опасное обращение с оружием;
  - Направление ствола оружия в противоположную от мишеней сторону, или пересечение им стандартных или специально установленных для данного упражнения углов безопасности,
  - Если во время выполнения упражнения спортсмен уронит своё оружие, вне зависимости, заряженное оно или нет,
  - Выхватывание и помещение пистолета в кобуру во время прохождения туннелей,
  - Направление ствола оружия на какую-либо часть тела спортсмена во время выполнения им упражнения,
  - Ношение или использование более, чем одной единицы оружия во время выполнения упражнения,
  - Нахождение пальца внутри ограничительной скобы спускового крючка во время устранения неисправности,
  - Нахождение пальца внутри ограничительной скобы спускового крючка во время заряжания, перезаряжания или разряжания,
  - Размещение пальца внутри ограничительной скобы спускового крючка во время движения,
  - Манипуляции в Зоне Безопасности со спортивными или холостыми патронами,
  - Наличие у стрелка заряженного оружия вне упражнения,
  - Поднятие упавшего оружия спортсменом. (Оружие поднимет только судья)
  - Использование запрещённых или опасных патронов,
- Неспортивное поведение,
- Использование запрещённых веществ.

## Оружие и боеприпасы
В практической стрельбе существуют три вида оружия, именуемых дисциплинами:
- «пистолет»;
- «ружье»;
- «карабин»;

Дисциплины, в свою очередь, делятся на классы:
Для пистолета (минимальный калибр пистолетного патрона — 9×19 мм.);
- «серийный» — Только перечисленные на веб-сайте МКПС пистолеты Архивная копия от 15 сентября 2019 на Wayback Machine могут использоваться в Серийном Классе. Пистолеты с УСМ одинарного действия категорически запрещены,
- «стандартный» — Самозарядный пистолет в положении готовности, со вставленным пустым магазином должен полностью входить в эталонный ящик, с внутренними размерами 225x150x45 мм (с отклонениями +1 мм, — 0 мм). Серийные образцы с механическими прицельными приспособлениями, разрешается замена неосновных частей,
- «револьвер» — В данном классе используются револьверы с ограниченными модификациями,
- «открытый» — любые самозарядные пистолеты, в том числе и прототипы, с любыми модификациями в виде портов, компенсаторов, оптико-электронных прицельных приспособлений,
- «классический» — самозарядные серийные пистолеты на базе Colt 1911 с однорядным магазином. В России также разрешены пистолеты на базе ПМ.

Для ружья (минимальный калибр для ружей — 20);
- «стандартный» — Самозарядное ружьё с трубчатым подствольным магазином, механическими прицельными приспособлениями. На старте в ружье может быть не более 9 патронов,
- «стандартный с ручной перезарядкой» — ружьё аналогичное стандартному классу, но с перезарядкой за счет силы стрелка: преимущественно помпа хотя допускаются и иные принципы перезаряжания;
- «модифицированный» — Самозарядное ружьё с трубчатым подствольным магазином, механическими прицельными и ограниченное длиной в 1320 мм. На старте в ружье может быть не более 14 патронов. Модификации или приспособления к основанию зарядного окна для облегченного заряжания могут быть произведены. Такие модификации или приспособления не должны превышать 75 мм в длину и не должны выступать более чем на 32 мм в любую сторону от ствольной коробки. Также разрешены компенсаторы, порты, пламегасители и использование прототипов,
- «открытый» — Любое самозарядное ружьё, ограниченное длинной 1320 мм. Разрешены отъёмные или трубчатые поворотные магазины, компенсаторы, порты, пламегасители, оптико-электронные прицельные приспособления. Для ружей с трубчатым магазином разрешены модификации к окну приёмника для ускорения заряжания (спидлоадеры не более 6 патронов). На старте в ружье с трубчатым подствольным магазином может быть не более 14 патронов. В коробчатом отъёмном магазине на старте может быть не более 10 патронов. Разрешено использовать 12-местные магазины.

Для карабина (минимальный калибр патрона для карабина правилами не оговорен);
- «стандартный» — Серийный самозарядный карабин с пламегасителями или дульными тормозами ограниченного размера. Оптические прицелы запрещены.
- «открытый» — Самозарядный карабин с оптическими прицельными приспособлениями, сошками, без ограничений по ДТК, пламегасителям и компенсаторам отдачи.
- «стандартный с ручной перезарядкой» — Серийный карабин, с перезарядкой за счет силы стрелка, без пламегасителей и компенсаторов отдачи. Вместимость магазина: 5 патронов. Оптические прицелы запрещены.
- «открытый с ручной перезарядкой» — Карабин, с перезарядкой за счет силы стрелка, с оптическими прицельными приспособлениями, сошками, без ограничений по ДТК, пламегасителям и компенсаторам отдачи.

Кроме того, все боеприпасы используемого оружия ограничиваются фактором мощности.

## Спортивные организации
Существует ряд организаций, которые определяют развитие этого вида спорта на международном и национальном уровнях.

### Международные
- Международная конфедерация практической стрельбы наиболее авторитетная международная организация, проводящая ряд международных соревнований

### Российские
- Федерация практической стрельбы России

## Наиболее важные соревнования
Международная конфедерация практической стрельбы проводит и квалифицирует ряд международных соревнований по этой спортивной дисциплине.
Классификация соревнований осуществляется по уровням, которые включают ряд квалификационных требований к мероприятию.
Соревнования уровня V — это, как правило, всемирные соревнования; соревнования уровня IV — крупные соревнования уровня континентального первенства, соревнования уровня III — мероприятия национального уровня и т. д..